# Tokio Hotel
Tokio Hotel [ˈtoːkio hoˈtɛl] (anteriorment, Devilish) és un grup de música alemany format l'any 2001 per Bill Kaulitz, Tom Kaulitz, Georg Listing i Gustav Schäfer a Magdeburg.
Schrei, l'àlbum de debut el 2005, ha venut mig milió de còpies arreu del món, des que van fitxar per la discogràfica Universal Music Group. El grup va vendre el 2007 un milió i mig d'àlbums.
La banda gaudeix d'una fama creixent entre el públic jove alemany, així com en altres parts d'Europa. El grup alemany, ha sigut catalogat com els descendents dels Beatles, dictat per diaris alemanys i internacionals de gran prestigi.

## Història

### Fundació
Tokio Hotel va ser format amb el cantant Bill Kaulitz i el guitarrista Tom Kaulitz, que són germans bessons idèntics, el bateria Gustav Schäfer i el baixista Georg Listing. Els quatre es van conèixer el 2001 en una actuació en directe en un club de Magdeburg, on Listing i Schäfer, que es coneixien entre si de l'escola de música, van veure tocar Bill i Tom Kaulitz. Sota el nom Devilish, la banda va començar a tocar a programes de talent infantil i petits concerts. Arran de la participació de Bill Kaulitz en un concurs de cerca d'estrelles infantil als tretze anys (on va arribar fins als quarts de final), va ser descobert pel productor musical Peter Hoffmann. Devilish va canviar de nom a Tokio Hotel: "Tokio", l'ortografia en alemany de la capital japonesa Tòquio, a causa del fet que els encantava la ciutat, i "Hotel" a causa de la seva constant vida en hotels. Poc després Sony BMG els va contractar, Hoffmann va contractar David Jost i Pat Benzner a un equip de creadors i autors, i els va donar l'ordre d'escriure les cançons; la majoria de les cançons del primer àlbum foren escrites per Hoffmann, Jost i Benzer (incloent els singles Scream i Rescue me que van ser escrits completament per ells), només el single Unendlichkeit va ser escrit pels components de Tokio Hotel. No obstant això, poc abans de llançar el seu primer àlbum, Sony va rescindir el contracte. El 2005, Universal Music Group va contractar Tokio Hotel i van desenvolupar un pla de màrqueting. La banda ha esdevingut ara un dels grups de música més coneguts a Alemanya.

### Gira 1000 Hotels
La gira europea "1000 Hotels" va començar el 3 de març de 2008 a Brussel·les i va continuar per països com els Països Baixos, Luxemburg, França, Espanya, Portugal, Itàlia i Escandinàvia i estava previst que acabés el 9 d'abril; tanmateix, durant el concert del 14 de març a Marsella (França), Bill va començar a notar problemes amb les cordes vocals. Va deixar cantar a l'audiència amb més freqüència que normalment i, en lloc de les 21 cançons previstes, només se'n van fer 16. Bill va demanar perdó, en alemany perquè cantava malament i va explicar que estava malalt. Dos dies després, la banda va cancel·lar el concert de Lisboa (Portugal) deu minuts abans que comencés. La resta de concerts de la gira "1000 Hotels" i una gira prevista a l'Amèrica del Nord van ser cancel·lats amb un anunci del manager de la banda al diari Bild amb l'explicació que Bill Kaulitz tenía un problema a les cordes vocals. Durant aquest temps, Bill Kaulitz va escriure moltes cançons que van ser reunides en dos discs "Zimmer 483" i "Scream".

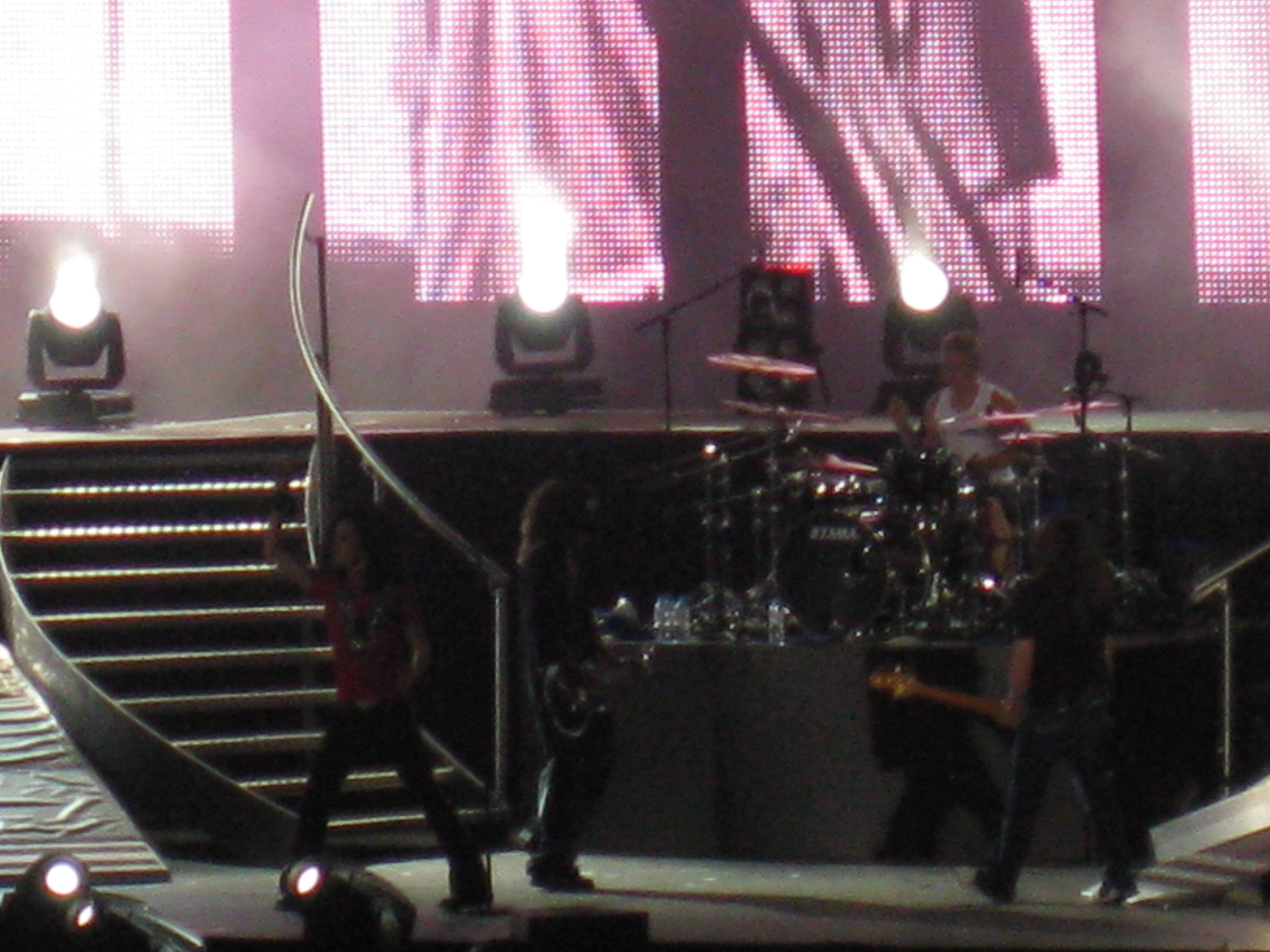
Tokio Hotel actuant a Barcelona.

Bill Kaulitz va haver de forçar al màxim la seva veu, cantant en 43 concerts a la gira "1000 Hotels" sense descans. Es va sotmetre a una cirurgia de laringe el 30 de març per treure's el quist que se l'hi havia format a les seves cordes vocals. El quist fou el resultat d'una infecció de la gola que no es va tractar. Després de la cirurgia, Bill no va poder parlar durant dotze dies, i va estar quatre setmanes fent rehabilitació vocal. Si Bill hagués continuat cantant durant la resta de la gira, la seva veu s'hauria danyat permanentment. Tokio Hotel va tornar a tocar el maig del 2008.
Teòricament, el 18 de març de 2008 s'havia de fer un concert de la banda alemanya a Madrid. Tanmateix, a causa dels problemes a les cordes vocals de Bill Kaulitz, el cantant del grup, es va haver de suspendre el dia abans. Llavors es va canviar la data i lloc del concert, sent el dia 27 de juny al Palau Sant Jordi de Barcelona.
Les entrades pel concert de Madrid van ser vàlides pel concert de Barcelona. A partir del 26 de març, i durant un mes, es van tornar els diners de les entrades als qui no volien anar al concert de Barcelona. El 10 d'abril es van posar a la venda les entrades pel concert de Barcelona.

### Gires pels Estats Units i tercer àlbum d'estudi
Tokio Hotel va començar una nova gira per l'Amèrica del Nord l'agost del 2008. El vídeo de Ready Set Go! fou nominat el Millor Vídeo de Pop als Premis de Vídeo i Música MTV del 2008, on també van guanyar el premi de Millor Artista Nou. Van tornar a l'Amèrica del Nord de nou l'octubre del 2008 per una gira d'un mes i signar discos en botigues.
Entre les dues gires per nord-americanes, la banda va tornar al seu estudi de gravació a Hamburg per gravar el seu tercer àlbum d'estudi que, d'acord amb el seu mànager David Jost, serà previst pel març o abril del 2009. L'àlbum es gravarà en alemany i anglès. Les dues versions es llançaran alhora arreu del món. El desembre del 2008, es va llançar un DVD anomenat Tokio Hotel TV - Caught on Camera. Conté metratge de Tokio Hotel TV i històries sobre el que passa darrere l'escenari de l'any anterior al primer disc titulat History - The very best of Tokio Hotel TV!. Una edició de luxe conté un segon disc anomenat Future - The road to the new Album! (Futur - El camí cap al nou àlbum!) que inclou metratge de la banda en promoció de les gires i la preparació del tercer àlbum d'estudi.

## Àlbums

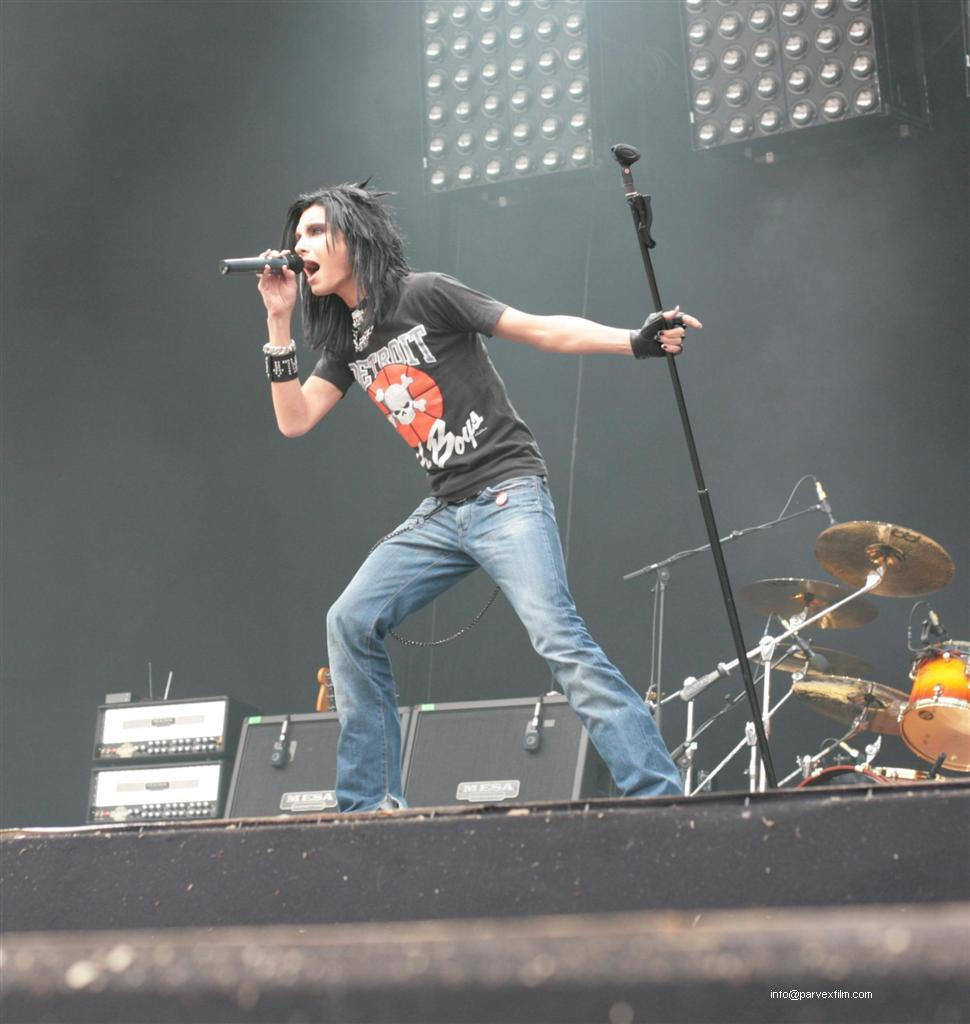
Bill Kaulitz cantant a Hessisch-Lichtenau (Alemanya) el 2006.

### Schrei
El seu primer single, Durch den Monsun (A través del monsó) ràpidament va arribar al capdamunt de les llistes de vendes, apareixent en el número 15 de les llistes de Media Control el 20 d'agost del 2005, mentre que al cap de pocs dies va arribar a la posició número 1; també va aconseguir el número 1 a la llista de singles Top 40 d'Àustria. El seu segon single, Schrei (Crida) va arribar a la posició número 5 a les llistes alemanyes. Aquests dos singles van ser escrits pel cantant Bill Kaulitz juntament amb els productors Peter Hoffmann, David Jost, Pat Benzer i Dave Roth. El seu àlbum de debut, Schrei, va ser llançat el 19 de setembre de 2005. Va aconseguir una certificació de platí per haver venut 200.000 còpies. El 2006 es van llançar dos singles més, Rette mich (Rescata'm) i Der letzte Tag (L'últim dia); els dos van aconseguir la posició número 1.

### Zimmer 483
El primer single del segon àlbum Zimmer 483 (Room 483, Habitació 483), anomenat Übers Ende der Welt (després reeditat en anglès sota el nom de Ready, Set, Go!), va ser llançat el 26 de gener del 2007 i va arribar ràpidament al número 1 de les llistes de vendes. Zimmer 483 va ser llançat a Alemanya el 23 de febrer del 2007, juntament amb una edició de luxe de l'àlbum que incloïa un DVD. El segon single de l'àlbum, Spring nicht (Don't Jump, No saltis) va ser llançat el 7 d'abril. La gira de l'àlbum, anomenada "The Zimmer 483 Tour" (La Gira de Zimmer 483) havia de començar el març del 2007, però es va ajornar dues setmanes perquè la banda volia un disseny diferent. Un tercer single, An deiner Seite (Ich bin da) (By Your Side), va ser llançat el 16 de novembre. El single conté un extra anomenat "1000 Meere" (1000 Oceans), pel qual es va fer un vídeo.

### Scream
Mentre que els seus àlbums en alemany mai no van rebre llançaments oficials fora del món de parla alemanya, el primer àlbum en anglès de Tokio Hotel, Scream, va ser llançat el 4 de juny de 2007 a tot Europa. A Alemanya, l'àlbum es va llançar com a Room 483 per emfatitzar la continuïtat amb el seu últim àlbum en alemany Zimmer 483.  Scream conté versions en anglès d'una selecció de cançons dels últims àlbums en alemany Schrei i Zimmer 483. Monsoon, la versió anglesa de "Durch den Monsun", va ser el primer single de l'àlbum. Ready, Set, Go! (la traducció de Übers ende der Welt) va ser llançat com el segon single de l'àlbum, By Your Side (la traducció de An deiner Seite) com el tercer, i Don't Jump (la traducció de Spring nicht) com el quart. El vídeo d'Scream, la versió anglesa d'Schrei (2005) també es va gravar, i va ser llançat a l'iTunes Store a principis del març del 2008.
Tokio Hotel va fer el seu primer concert al Regne Unit el 19 de juny del 2007. Ready, Set, Go! va ser llançat al Regne Unit com el primer single de la banda el 27 d'agost del 2007. La cançó va arribar a la posició número 77 a les llistes del Regne Unit.
Tokio Hotel va guanyar un MTV Europe Music Award pel Millor InterActe l'1 de novembre del 2007 i també va ser nomenada com a Millor Banda.
Tokio Hotel van llançar el primer single dels Estats Units, anomenat simplement Tokio Hotel, a finals del 2007. El single conté les cançons Scream i Ready, Set Go!, i va ser disponible a les botigues de Hot Topic. El seu segon single nord-americà, Scream America, va ser llançat l'11 de desembre de 2007. El febrer del 2008, la banda va fer una gira per l'Amèrica del Nord amb cinc concerts que van començar al Canadà i van acabar a Nova York.

### Vendes dels àlbums de Tokio Hotel
| Any                                                         | Àlbum | Posicions de les llistes de vendes | Posicions de les llistes de vendes | Posicions de les llistes de vendes | Posicions de les llistes de vendes | Posicions de les llistes de vendes | Posicions de les llistes de vendes | Posicions de les llistes de vendes | Posicions de les llistes de vendes | Posicions de les llistes de vendes | Posicions de les llistes de vendes | Posicions de les llistes de vendes | Posicions de les llistes de vendes | Posicions de les llistes de vendes | Posicions de les llistes de vendes | Posicions de les llistes de vendes | Vendes                                         | Certificat                      |
| Any                                                         | Àlbum | EUA                                | CAN                                | ITA                                | ALE                                | ESP                                | POR                                | FRA                                | BEL(F)                             | BEL(W)                             | DIN                                | FIN                                | HOL                                | SUE                                | SUÏ                                | AUS                                | Vendes                                         | Certificat                      |
| ----------------------------------------------------------- | --- | ---------------------------------- | ---------------------------------- | ---------------------------------- | ---------------------------------- | ---------------------------------- | ---------------------------------- | ---------------------------------- | ---------------------------------- | ---------------------------------- | ---------------------------------- | ---------------------------------- | ---------------------------------- | ---------------------------------- | ---------------------------------- | ---------------------------------- | ---------------------------------------------- | ------------------------------- |
| 2005                                                        | Schrei* 1r àlbum d'estudi. - Llançat el 19 de setembre de 2005. - Formats: CD, descàrrega digital                  | —                                  | —                                  | —                                  | 1                                  | 78                                 | —                                  | 12                                 | 28                                 | 42                                 | —                                  | 36                                 | 70                                 | —                                  | 3                                  | 1                                  | +1.000.000 (arreu del món) +200.000 (Alemanya) | Platí (Alemanya) Platí (França) |
| 2007                                                        | Zimmer 483* 2n àlbum d'estudi. - Llançat el 23 de febrer de 2007. - Formats: CD, descàrrega digital.               | —                                  | —                                  | —                                  | 1                                  | 97                                 | —                                  | 2                                  | 50                                 | 13                                 | 11                                 | 13                                 | 23                                 | —                                  | 2                                  | 2                                  | +375.000 (arreu del món) +100.000 (Alemanya)   | Or (França)                     |
| 2007                                                        | Scream* 3r àlbum d'estudi. - 1r àlbum en anglès. - Llançat l'1 de juny del 2007. - Formats: CD, descàrrega digital | 39                                 | 6                                  | 2                                  | —                                  | 24                                 | 6                                  | 6                                  | 6                                  | 18                                 | 29                                 | 27                                 | 10                                 | 1                                  | 26                                 | 27                                 | +600.000 (Europa)                              | Or (França)                     |
| "—" significa que no es va mostrar a les llistes de vendes. | |                                    |                                    |                                    |                                    |                                    |                                    |                                    |                                    |                                    |                                    |                                    |                                    |                                    |                                    |                                    |                                                |                                 |

## Gènere musical
La definició del gènere musical de Tokio Hotel és un debat i no té una classificació estable. El disc Schrei té un estil de Rock alternatiu i punk rock. L'àlbum Zimmer 483 és alternatiu junt amb un estil Indie+Rock alternatiu.
Un article del Frankfurter Rundschau descriu l'estil de Tokio Hotel com:
| « | "Un pop rock directe amb melodies enganxoses i una barreja ben calculada de "riffs" a l'estil Metallica i elements de balades romàntiques." | » |

Un crític d'ABC va dir:
| « | "Lletres recobertes amb l'angoixa de l'"emo", embolicades en un paquet de pop rock extremat." "L'estil s'estén des d'himnes enganxosos de pop… fins a balades de rock atractives." | » |

## Membres de la banda
- Bill Kaulitz − cantant.

Bill Kaulitz va néixer l'1 de setembre de 1989 a Leipzig, Alemanya de l'Est. Va néixer deu minuts després que el seu germà bessó, Tom, fills de Simone Kaulitz i Jörg Kaulitz. Els seus pares es van divorciar quan tenia set anys, i la seva mare es va casar amb Gordon Trümper, un guitarrista de la banda alemanya de rock Fatun. El seu padrastre va inspirar Bill i el seu germà a començar les seves carreres musicals, i van començar a escriure cançons. Bill va dir que la seva principal influència musical és l'artista de pop Nena. Va doblar el paper d'Arthur a la versió alemanya de la pel·lícula Arthur i els Minimoys.

L'agost del 2008 fou escollit el cantant més atractiu pels lectors de la revista espanyola ¡Hola!.
| LeipzigHalleMagdeburg Orígens dels membres de Tokio Hotel. |

Bill va ser immortalitzat en cera al museu Madame Tussauds a Berlín. Als 19 anys, és ara la persona més jove amb presència a aquest museu.
- Tom Kaulitz − guitarrista

Tom Kaulitz va néixer l'1 de setembre de 1989 a Leipzig deu minuts abans del seu germà bessó Bill. El setembre del 2007, Tom utilitzava guitarres Gibson. Les seves influències musicals són Aerosmith i grups alemanys de hip-hop com Samy Deluxe.
- Georg Listing − baixista

Georg Listing va néixer el 31 de març de 1987. El seu poble natal és Halle (Saxònia-Anhalt). Va començar a tocar el baix quan tenia tretze anys, i, des del setembre del 2007, utilitza un baix Sandberg. Diu que el seu estil va ser principalment influenciat per Flea dels Red Hot Chili Peppers, i algunes altres com Die Ärzte i Oasis.
- Gustav Schäfer − bateria

Gustav Schäfer va néixer el 8 de setembre de 1988 a Magdeburg, i té una germana més gran que ell. Toca la bateria des que tenia cinc anys. Les seves influències musicals inclouen Metallica, Joe Cocker i Rod Stewart.

## Discografia
Vegeu també: Discografia de Tokio Hotel.
| Any  | Data           | DVD                                    |
| ---- | -------------- | -------------------------------------- |
| 2005 | 2 de desembre  | "Leb' die Sekunde – Behind The Scenes" |
| 2006 | 10 d'abril     | Schrei Live                            |
| 2007 | 10 d'abril     | Spring Nicht (DVD Single)              |
| 2007 | 30 de novembre | Zimmer 483 - Live In Europe            |
| 2008 | 5 de desembre  | Tokio Hotel TV - Caught on Camera      |

| Any  | Data           | Cançó                                             | Àlbum               |
| ---- | -------------- | ------------------------------------------------- | ------------------- |
| 2005 | 15 d'agost     | "Durch den Monsun"                                | Schrei              |
| 2005 | 25 de novembre | "Schrei"                                          | Schrei              |
| 2006 | 10 de març     | "Rette mich"                                      | Schrei              |
| 2006 | 28 d'agost     | "Der letzte Tag" / "Wir schließen uns ein"        | Schrei              |
| 2007 | 26 de gener    | "Übers Ende der Welt"                             | Zimmer 483          |
| 2007 | 7 d'abril      | "Spring nicht"                                    | Zimmer 483          |
| 2007 | 18 de maig     | "Monsoon"                                         | Scream              |
| 2007 | 27 d'agost     | "Ready, Set, Go!"                                 | Scream              |
| 2007 | 16 de novembre | "An deiner Seite" / "By Your Side" / "1000 Meere" | Zimmer 483 / Scream |
| 2007 | 11 de desembre | "Scream"                                          | Scream              |
| 2008 | 4 d'abril      | "Don't Jump"                                      | Scream              |
| 2008 | 28 d'abril     | "Heilig"                                          | Zimmer 483          |

## Premis
|      | Premi                                   | Categoria                           | Data           |
| ---- | --------------------------------------- | ----------------------------------- | -------------- |
| 2005 | Best Newcomer                           | Comet Awards                        | 6 d'octubre    |
| 2005 | Super Comet                             | Comet Awards                        | 6 d'octubre    |
| 2005 | Best Newcomer                           | Eins Live Krone                     | 24 de novembre |
| 2005 | Best Pop National Act                   | Bambi Awards                        | 1 de desembre  |
| 2005 | Best Single                             | Golden Penguin                      | Desconeguda    |
| 2005 | Best Pop                                | Golden Penguin                      | Desconeguda    |
| 2005 | Rock Band 2005                          | Golden Penguin                      | Desconeguda    |
|      |                                         |                                     |                |
| 2006 | Album of the year                       | Golden Penguin                      | 8 de febrer    |
| 2006 | Band of the year                        | Golden Penguin                      | 8 de febrer    |
| 2006 | Song of the year (per "Der Letzte Tag") | Golden Penguin                      | 8 de febrer    |
| 2006 | Ausverkaufte Tourhalle                  | Sold-out-Award of Königpilsen Arena | 11 de març     |
| 2006 | Best Newcomer                           | ECHO Awards                         | 12 de març     |
| 2006 | Best Newcomer                           | Steiger Awards                      | 25 de març     |
|      |                                         |                                     |                |
| 2007 | Best Pop National Act                   | Bambi Awards                        | 30 de novembre |
| 2007 | European Border Breakers Award          | NRJ Awards                          | 21 de gener    |
| 2007 | Best Video National                     | ECHO Awards                         | 25 de març     |
| 2007 | Best Video                              | Comet Awards                        | 3 de maig      |
| 2007 | Best Band                               | Comet Awards                        | 3 de maig      |
| 2007 | Supercomet                              | Comet Awards                        | 3 de maig      |

|                                        | Premi                                             | Categoria            | Data          |
| -------------------------------------- | ------------------------------------------------- | -------------------- | ------------- |
| 2007                                   |                                                   |                      |               |
| Most Successful Popgroup International | Goldene Stimmgabel Awards                         | 3 d'octubre          |               |
| Best Album                             | TMF Awards                                        | 14 d'octubre         |               |
| Best Video                             | TMF Awards                                        | 14 d'octubre         |               |
| Best New Artist                        | TMF Awards                                        | 14 d'octubre         |               |
| Best Pop                               | TMF Awards                                        | 14 d'octubre         |               |
| Best International Act                 | MTV EMA Music Awards                              | 1 de novembre        |               |
|                                        |                                                   |                      |               |
| 2008                                   | Best International Band                           | NRJ Music Awards     | 26 de gener   |
| 2008                                   | Best Music Video                                  | Echo Awards          | 15 de febrer  |
| 2008                                   | Best Band                                         | Comet Awards         | 23 de febrer  |
| 2008                                   | Best Video                                        | Comet Awards         | 23 de febrer  |
| 2008                                   | Best Live Act                                     | Comet Awards         | 23 de febrer  |
| 2008                                   | Supercomet                                        | Comet Awards         | 23 de febrer  |
| 2008                                   | Best New Artist                                   | MTV VMA Music Awards | 7 de setembre |
| 2008                                   | Best Male Artist International (per Bill Kaulitz) | TMF Awards           | 12 d'octubre  |
| 2008                                   | Best Video International                          | TMF Awards           | 12 d'octubre  |
| 2008                                   | Song of the year                                  | MTV Latin Awards     | 16 d'octubre  |
| 2008                                   | Best Fanclub-Venezuela                            | MTV Latin Awards     | 16 d'octubre  |
| 2008                                   | Best New Artist-International                     | MTV Latin Awards     | 16 d'octubre  |
| 2008                                   | Best Ringtone                                     | MTV Latin Awards     | 16 d'octubre  |
| 2008                                   | Headliner                                         | MTV EMA Music Awards | 6 de novembre |

Fonts generals: musica.com i Tokio Hotel Awards.